# ゆきねえの名古屋なごやか喫茶
『ゆきねえの名古屋なごやか喫茶』（ゆきねえのなごやなごやかきっさ）は、NHK名古屋放送局が2009年から2014年3月まで全国向けに制作・放送していたラジオトーク番組。

## 概要
この番組の“ルーツ”となったのは、沖縄局が2007年度から放送している『沖縄熱中倶楽部』である。本土復帰35周年を記念し沖縄を全国に発信しようという目的で制作されたが、好評だったことから2008年度も継続され、これに加えて札幌局が北海道洞爺湖サミット開催を記念して『もぎたて!北海道』を、また仙台局が『ぬくだまりの宿 みちのく亭』を、それぞれ全国番組として制作した。これらに続く第3弾として、福岡局制作の『博多屋台 こまっちゃん』とともに、始められることとなった。（2011・12年度はこれに松山局発の「つぶや句575」も加わっていたが、2013年から松山発は祝日を中心とした不定期となった）
名古屋市に限らず、愛知県の喫茶店は、モーニングセットの豪華さで知られている。そうした名古屋の喫茶店が舞台として設定されている。その女主人に地元出身のタレント“ゆきねえ”こと兵藤ゆきが起用され、名古屋局の男性アナウンサーが交替で店員を務める。来店客は名古屋出身者、または名古屋ゆかりの他地域出身人物で、名古屋についてのいろんなトークを展開する。番組の中盤に今回放送の店員役を務めるアナウンサーが当店挽きたてのコーヒーを入れるという演出（実際はナレーションのみ挿入でコーヒーを入れる音は毎回同じ）がある。
2014年4月から新番組「ミュージック・イン・ブック」（平成26年度国内放送番組編成参照）を編成するのに伴い、水曜日に放送した地方局制作全国ネット番組を終了するのに伴い2014年3月19日の放送分を持って終了となった。
テーマ曲はGiorgio Cuscito「You Won't Dance」。

## 放送時間
ラジオ第1　第3水曜　21:30 - 21:55（2009年度は5週おきに1回放送）

### 備考（放送休止の事例）
- 2011年3月16日放送予定分は3月11日に発生した東日本大震災に伴う協会内非常報道体制により中止。この分は4月13日に延期され、4月20日と2週連続で放送された。これは本来第2週に放送される「みちのく亭」を製作する仙台局が震災報道に専念し、この都合上「みちのく亭」を中止したことによる。
- また同9月21日、11月16日に放送される予定の回も、前者は台風15号の関東直撃のニュースを伝えた関係上、後者は2011年の日本シリーズ・中日ドラゴンズ対福岡ソフトバンクホークスの試合が延長となったため延期（9月分は中止、代替なし。11月分<この日はサタ★テンに出演した歌手のメッセージとミニライブの特集・後編>は10月19日の前編再放送と併せて12月18日の16時台・とっておきラジオで再構成して放送）となった。

## 出演
- 喫茶店主：兵藤ゆき
- 店員：名古屋局アナウンサー（交替出演）
- ウェイトレス：菜月（名古屋のローカルタレント。2011年10月と11月（11月は前述のとおり12月に放送延期）に兵藤が欠席したのに伴い担当）
- 来店客：毎回のテーマに沿ったゲスト